# Szellem a tükörben
A Szellem a tükörben (Bloody Mary) az Odaát című televíziós sorozat első évadának ötödik epizódja.

## Cselekmény
Az ohiói Toledóban három tinilány egy esti összejövetelen végzetes dolgot követ el: kimondják háromszor a legendás "Bloody Mary" nevét. Még aznap éjszaka rátalálnak a két házigazda, Lily és Donna apjának, Mr. Shoemakernek holttestére, akinek kifolytak a szemei.
Dean és Sam – akinek nem sokkal korábban rémálma volt Jessicával – nyomozni kezdenek az ügyben, majd medikusoknak kiadva magukat, megtudják, hogy a férfi valójában agyvérzésben halt meg, noha az senki nem tudja, miért folytak ki és olvadtak meg szemei. Sam kételkedni kezd, hogy a természetfeletti van a dolog hátterében, ám bátyja győzködésére folytatják a kutatást, és a temetés után meglátogatják Shoemakeréket. Ekkor tudják meg az elhunyt férfi egyik lányától, Lily-től, hogy a tragédia azután következett be, miután kimondta háromszor "Bloody Mary" nevét, emiatt pedig felelősséget érez. Deanék átvizsgálják a fürdőszobát, ahol a holttestet megtalálták, ám miközben kutakodnak, rájuk nyit Lily-ék egyik barátnője, Charlie, így kénytelenek elmondani neki, hogy valami szokatlan áll az eset hátterében, majd Sam megadja neki a telefonszámát.
Míg Samre ismét rémálom jön, éjjel az egyik lány, Jill maga is kimondja háromszor a kísértet nevét, másnapra őt is holtan találják, kifolyt szemekkel. Charlie értesíti Winchesteréket a halálesetről, majd segít nekik bejutni Jill hálószobájába, ahol UV lámpával a tükör hátulján találnak egy kézlenyomatot, illetve egy nevet: Gary Bryman. Később derül ki, hogy Gary egy 8 éves kisfiú volt, akit Jill autója gázolt el. A fiúk "ellátogatnak" Shoemakerék lakásába is; az ottani tükör hátoldalán szintén találnak egy kézlenyomatot és egy nevet, méghozzá Steven Shoemaker feleségéét, aki rejtélyes módon gyógyszer-túladagolásban halt meg. Dean kutat egy kicsit a Nemzetbiztonsági Hivatal adattárában, így talál rá egy Mary Worthington nevű lányra, akit a mostani esetekhez hasonlóan, egy tükör előtt öltek meg, melyen aztán egy kézlenyomatot is találtak. Kiderül, hogy az ügyről többet tud egy jelenleg már nyugdíjazott rendőr, így a testvérek az indianai Fort Wayne-be autóznak, és beszélnek a volt detektívvel. A férfi elmeséli nekik, hogy ő helyszínelt a 19 éves, gyönyörű Mary meggyilkolásánál, akinek szemeit valaki késsel kivájta, halála előtt azonban még megpróbálta felírni gyilkosa nevét a szobában lévő tükörre. Saját véleménye szerint az illető egy sebész lehetett, akinek viszonya volt a lánnyal, és azért ölhette meg, mert az be akart számolni erről a férfi feleségének. Deannek és Samnek így már világossá válik, hogy a kísértet a megidézésekor olyan emberekre vadászik, akik gyilkosság titkát rejtegetik, arról azonban fogalmuk sincs, hogyan fogják elpusztítani, Mary-t ugyanis hamvasztották, azt a bizonyos tükröt pedig nem tudni, hol tartják.
Időközben az iskolai mosdóban Charlie és Donna éppen a tükröt előtt szépítkeznek, amikor is Donna be akarja bizonyítani barátnőjének, hogy szellemek nem léteznek, és kimondja háromszor a "Bloody Mary"-t, ezzel pedig hatalmas veszélybe sodorja Charlie-t; a lány ezek után minden tükröződő tárgyon a kísértetet látja, ezért hazarohan, bezárkózik lakásába és segítségük hívja a fivéreket. Dean és Sam elviszik őt motelszobájukba, ahol minden tükröződő tárgyat letakarnak, majd megtudják tőle, hogy rá azért vadászik a szellem, mert elhagyta öngyilkossággal fenyegető barátját, aki ezután be is váltotta ígéretét. Sam beszél telefonon Mary bátyjával, akitől megtudja, hogy a keresett tükröt egy toledói régiségkereskedőnek adták el, így bátyjával együtt elindul a megadott raktár helyére, útközben pedig meggyőzi Deant, majd ő megidézi a kísértetet, ugyanis neki van miért félni Jessica halála miatt. Dean ugyan nyugtatni próbál, hogy nem Sammy tehet a lány haláláról, ám azonban az makacskodik. Betörve a raktárba, előbb-utóbb rátalálnak az ereklyére, ekkor azonban két rendőr jelenik meg az épület előtt. Míg Dean kirohan, hogy lerázza őket, Sam megidézi Mary-t, aki ezután megpróbál végezni a fiúval. Mikor belátja, hogy győzködéssel nem megy semmire, Dean leüti a két zsarut, majd visszarohan öccséhez, aki a kísértet éppen azzal fenyeget, hogy a fiú a látomásaival meg tudta volna akadályozni barátnője halálát. Dean ugyan összetöri azt a bizonyos tükröt, ennek ellenére a szellem nem pusztul el, Deanre is rátámad, végül az maga elé tart egy másik tükröt, Mary pedig önmagát látva és vádolva, szertefoszlik.
Másnap Charlie köszönetet mond a fivéreknek, akik ezután az Impalával ismét útnak indulnak apjuk után. Mialatt a város határa felé tartanak, Sam néhány pillanatra az egyik utcában meglátja Jessicát, a látomás azonban néhány másodperccel később elmúlik...

## Természetfeletti lények

### Bloody Mary
A filmbeli Bloody Mary egy Mary Worthington nevű lány szelleme, aki 19 éves korában lett gyilkosság áldozata. A lány az Indiana állambeli Fort Wayne-ben élt egyedül, amikor valaki betört a lakásába és brutálisan meggyilkolta, majd egy késsel kivágta a szemét. Mary halála előtt még megpróbálta felírni gyilkosa nevét egy tükörre, ám abból csak pár betűt sikerült vérével felrajzolni: T-R-E. Az emberek a sebészként dolgozó Trevor Sampsonra gyanakodtak, tettét bizonyítani azonban sohasem tudták.
Mary szelleme azóta tükrökben kísért, és aki kimondja éjfélkor a tükör előtt "Bloody Mary" nevet 3-szor, ő megjelenik és kivájja a próbálkozó szemét. A kísértet elpusztításának egyik módja a holttest hiányában, hogy szembetartanak vele egy tükröt, így tükörképét vádolva egy halálesetért, önmagát pusztítja el.

### Szellem
A szellem egy olyan elhunyt ember lelke, ki különös halált halt, és lelke azóta az élők közt kísért, általában egy olyan helyen, mely fontos volt az illetőnek földi életében. Szellemekből sokféle létezik: kopogószellem, bosszúálló szellem, vagy olyan ómen, mely figyelmezteti az embereket egy közelgő veszélyre.

## Időpontok és helyszínek
- 2005. december 6.

– Toledo, Ohio
– Fort Wayne, Indiana

## Zenék
- Lady Gaga – Bloody Mary